# Karen Armstrong
Karen Armstrong (Worcestershire, 14 de novembro de 1944) é uma autora especialista em temas de religião, em particular sobre judaísmo, cristianismo e islamismo.

## Biografia
Karen Armstrong nasceu em Wildmoor, Worcestershire, Inglaterra, no seio de uma família católica de raízes irlandesas. Em 1962, com dezessete anos, torna-se noviça na ordem religiosa Society of the Holy Child Jesus e em 1965 tomou os votos de freira, assumindo o nome de Irmã Martha. Ainda no mesmo ano foi autorizada pela ordem a estudar Literatura Inglesa na  Universidade de Oxford. Decepcionada com a vida religiosa, Karen abandona o convento em 1969  e orienta-se para a realização de um doutoramento sobre o poeta Alfred Tennyson; ao mesmo tempo começa a ensinar na Universidade de Londres. Porém, a sua tese de doutoramento foi rejeitada por um inspector externo e Karen ficou impedida de poder ensinar numa universidade. Todo este período foi marcado por problemas de saúde resultantes de uma epilepsia não diagnosticada e não tratada.
Em 1976 tornou-se professora num colégio feminino em Dulwich, no sul de Londres. Chega a ser directora de departamento, mas devido ao seu absentismo (provocado pelos problemas de saúde) foi convidada a abandonar a instituição em 1981.
Em 1981 publicou Through the Narrow Gate, uma obra que relatava a sua fracassada experiência no convento e que rapidamente se tornou um best-seller na Grã-Bretanha. Começou a ser convidada a participar como comentadora em programas de televisão e em 1984 escreve e apresenta um programa sobre a vida de São Paulo para a estação de televisão Channel Four. O trabalhou que desenvolveu para concretizar o programa, que incluiu filmagens na cidade de Jerusalém, fez com que Karen mergulhasse de novo na esfera do religioso, depois de anos de afastamento, crítica e rejeição. Desde então tornou-se uma aclamada e respeitada autora sobre  religiões abraâmicas, investigando temas como o recrudescimento dos integrismos religiosos nos nossos dias. É também autora de uma biografia de Buda, que se destaca pelo trabalho de pesquisa que diferencia a história da lenda. Ocasionalmente ensina Cristianismo no Leo Baeck College de Londres, uma instituição formadora rabinos. Em 1999 recebeu um prémio do Islamic Center of Southern California por promover o entendimento entre religiões.
Karen Armstrong escreve regularmente na imprensa e muitos dos seus artigos podem ser lidos no jornal britânico The Guardian.
Em 2005, Karen foi convidada a integrar a "Aliança das Civilizações", um projecto secundado pelas Nações Unidas e pelo primeiro-ministro espanhol, José Luis Rodríguez Zapatero, cujo objectivo é lançar pontes de diálogo entre o Ocidente e o mundo islâmico.

## Obras

### Em inglês
- 1981 Through the Narrow Gate
- 1983 Beginning the World
- 1983 The first Christian : Saint Paul's impact on Christianity
- 1985 Tongues of Fire: An Anthology of Religious and Poetic Experience
- 1986 The Gospel According to Woman: Christianity's Creation of the Sex War in the West
- 1988 Holy War: the Crusades and Their Impact on Today's World
- 1991 The English Mystics of the Fourteenth Century
- 1992 Muhammad: a Biography of the Prophet
- 1993 A History of God: The 4000-Year Quest of Judaism, Christianity and Islam
- 1993  The End of Silence : Women and the Priesthood
- 1996 In the Beginning: A New Interpretation of Genesis
- 1996 Jerusalem: One City, Three Faiths
- 2000 The Battle for God
- 2000 Islam, a Short History
- 2000 Buddha, a Biography
- 2004 The Spiral Staircase: My Climb Out of Darkness
- 2005 A Short History of Myth
- 2006 The Great Transformation: The World in the Time of Buddha, Socrates, Confucius and Jeremiah
- 2007 Muhammad: Prophet For Our Time
- 2007 The Bible: A Biography
- 2009 The Case for God. [S.l.]: Vintage. 2009. ISBN 978-0-307-26918-8
- 2010 Twelve Steps to a Compassionate Life. [S.l.: s.n.] 2010. ISBN 978-0-307-59559-1
- 2011 A Letter to Pakistan. [S.l.]: Oxford University Press. 2011. ISBN 978-0-19-906330-7
- 2014 Fields of Blood: Religion and the History of Violence. [S.l.]: Bodley Head. 2014. ISBN 978-1-84792-186-4[1]
- 2015 St. Paul: The Apostle We Love to Hate. [S.l.]: New Harvest. 2015. ISBN 978-0-54461-739-1
- 2019 The Lost Art of Scripture. [S.l.]: Bodley Head. 2019. ISBN 978-1-84792-432-2[2]
- 2019 Religion. [S.l.]: Vintage. 2019. ISBN 9781784875695

### Em português

#### Obras publicadas no Brasil
- 1998 Uma História de Deus: quatro milênios de busca do judaísmo, cristianismo e islamismo. São Paulo: Companhia das Letras, ISBN 978-8-57-164423-6.
- 2000 Jerusalém: uma cidade, três religiões. São Paulo: Companhia das Letras, ISBN 978-8-53-590004-7 Erro de parâmetro em {{ISBN}}: soma de verificação.
- 2001 Em Nome de Deus: o fundamentalismo no judaísmo, no cristianismo e no islamismo. São Paulo: Companhia das Letras, ISBN 978-8-53-590193-1.
- 2001 Buda. Rio de Janeiro: Objetiva, ISBN 978-8-57-302379-4.
- 2001 O Islã. Rio de Janeiro: Objetiva, ISBN 978-8-57-302421-0.
- 2002 Maomé: uma biografia do profeta. São Paulo: Companhia das Letras, ISBN 978-8-53-590236-5.
- 2005 A Escada Espiral: memórias. São Paulo: Companhia das Letras, ISBN 978-8-53-590738-4.
- 2005 Breve História do Mito. São Paulo: Companhia das Letras, ISBN 978-8-53-590731-5.
- 2007 A Bíblia: uma Biografia. Rio de Janeiro: Zahar, ISBN 978-8-53-780921-1.
- 2008 A Grande Transformação. São Paulo: Companhia das Letras ISBN 978-8-53-591145-9.
- 2008 Em Nome de Deus: o fundamentalismo no judaísmo, no cristianismo e no islamismo, 2ª edição. São Paulo: Companhia de Bolso, ISBN 978-8-53-591158-9.
- 2008 Uma História de Deus, 2ª edição. São Paulo: Companhia de Bolso, ISBN 978-8-53-591581-5.
- 2011 Em Defesa de Deus: o que a religião realmente significa. São Paulo: Companhia das Letras, ISBN 978-8-53-591794-9.
- 2011 Jerusalém: uma cidade, três religiões, 2ª edição. São Paulo: Companhia de Bolso, ISBN 978-8-53-591795-6.
- 2016 Campos de Sangue. São Paulo: Companhia das Letras, ISBN 978-8-53-592705-4.

#### Obras publicadas em Portugal
- 1998 Uma História de Deus. Lisboa: Temas e Debates.
- 2002 Jerusalém: uma cidade, três religiões. Lisboa: Temas e Debates.
- 2003 O Islamismo: História Breve. Lisboa: Círculo de Leitores.
- 2006 Uma Pequena História do Mito. Lisboa: Teorema.
- 2007 Buda. Lisboa: Temas e Debates.